# Myron Kapral

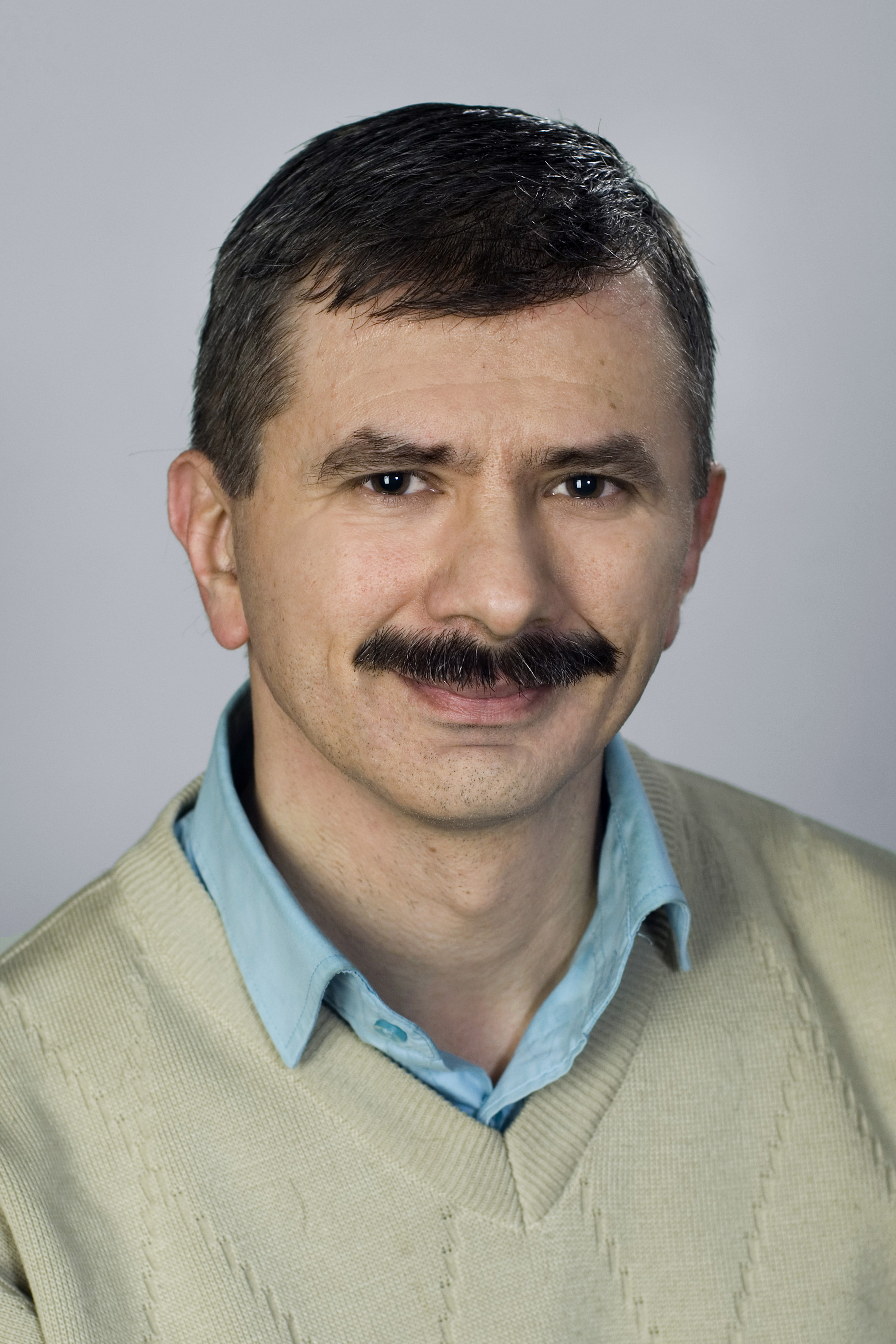
Myron Kapral

Myron Mykolajowytsch Kapral (ukrainisch Мирон Миколайович Капраль; geboren 29. März 1968 in Mlynyska, heute Rajon Stryj, Oblast Lwiw) ist ein ukrainischer Wissenschaftler, Pädagoge, Doktor der historischen Wissenschaften, Leiter der Lwiwer Abteilung des Instituts für Ukrainische Archäographie und Quellenkunde namens M. S. Hruschewskyj der Nationalen Akademie der Wissenschaften der Ukraine (NAS der Ukraine) sowie Professor an der Iwan-Franko-Universität Lwiw.

## Leben
Er absolvierte 1994 die Iwan-Franko-Universität Lwiw. Zunächst studierte er im Vollzeitstudium, ab dem 1. September 1992 im Fernstudium.
Ab dem 1. September 1992 arbeitete er als Archäograph an der Lwiwer Abteilung des Instituts für Ukrainische Archäographie und Quellenkunde der NAS der Ukraine. 1996 verteidigte er seine Dissertation zum Erwerb des wissenschaftlichen Grades eines Kandidaten der historischen Wissenschaften mit dem Thema „Finanzbücher von Lemberg im zweiten Viertel des 16. Jahrhunderts als Quelle für historische Demographie und Sozialtopographie“ (Betreuer: Jaroslaw Daschkewytsch). Seit 1998 arbeitete er nebenberuflich an der Iwan-Franko-Universität Lwiw als Assistent, ab 2000 als Dozent am Lehrstuhl für Alte Geschichte der Ukraine und spezielle historische Disziplinen. Von 2000 bis 2003 absolvierte er ein Promotionsstudium an derselben Universität und verteidigte anschließend erfolgreich seine Doktorarbeit mit dem Titel „Nationale Gemeinden Lembergs im 16.–18. Jahrhundert (sozialrechtliche Beziehungen)“. Die Verteidigung der Dissertation anhand einer veröffentlichten Monografie erfolgte im Februar 2004 am Institut für Ukrainistik namens Iwan Krypjakewytsch der NAS der Ukraine.
Seit 2006 ist er nebenberuflich als Professor am Lehrstuhl für Alte Geschichte der Ukraine und Archivwissenschaft an der Iwan-Franko-Universität Lwiw tätig. 2008 erhielt er das Diplom eines leitenden wissenschaftlichen Mitarbeiters. Seit Januar 2010 ist er leitender wissenschaftlicher Mitarbeiter der Lwiwer Abteilung des Instituts für Ukrainische Archäographie und Quellenkunde namens M. S. Hruschewskyj. Am 1. März 2010 wurde er zum kommissarischen Leiter, am 18. Juli 2012 offiziell zum Leiter dieser Abteilung ernannt. 2013 wurde ihm der akademische Titel eines Professors in der Fachrichtung Historiographie, Quellenkunde und spezielle historische Disziplinen verliehen. Seit 2019 ist er ordentliches Mitglied der Wissenschaftlichen Gesellschaft Schewtschenko in der Ukraine.
Er realisierte zahlreiche Publikationsprojekte, sowohl eigenständig als auch in Zusammenarbeit mit anderen Wissenschaftlern. Myron Kapral war unter anderem Herausgeber der dreibändigen Reihe von Privilegien der Stadt Lemberg aus dem Mittelalter und der Frühen Neuzeit (1998–2007), Herausgeber von acht Bänden der akademischen Ausgabe der Werke von Mychajlo Hruschewskyj in 50 Bänden (2004–2022), Gasteditor von zwei Bänden der englischsprachigen Übersetzung der „Geschichte der Ukraine-Rus“ von Hruschewskyj (herausgegeben vom Kanadischen Institut für Ukrainische Studien der Universität Alberta, 2012–2019), sowie wissenschaftlicher Redakteur von fünf Bänden der kartographischen Serie „Atlas ukrainischer historischer Städte“ (2014–2022).
Er ist Autor der Monografien „Nationale Gemeinden Lembergs im 16.–18. Jahrhundert (sozialrechtliche Beziehungen)“ (2003), „Die Epiphaniasbruderschaft von Lemberg im 18. Jahrhundert: Studien und Materialien“ (2016), sowie der Quelleneditionen „Das Rayets-Buch der Stadt Lemberg (1460–1506)“ (2020, zusammen mit Bohdana Petryschak) und „Geschichte des Lwiwer Erzbistums (1614–1700) von Jan Tomasz Józefowicz“ (2023, zusammen mit Iryna Klymenko).
Er absolvierte wissenschaftliche Forschungsaufenthalte am Kanadischen Institut für Ukrainische Studien der Universität Alberta (Edmonton, Kanada) mit einem Stipendium des Ivan-Koljaska-Gedenkfonds (2003), an der Maria-Curie-Skłodowska-Universität (Lublin, Polen, 2009), am Herder-Institut (Marburg, Deutschland, 2009), sowie am Ukrainischen Forschungsinstitut der Harvard-Universität (Cambridge, USA) mit einem Stipendium von Eugen und Daymel Shkliar (2011).
2015 wurde er mit dem M.-Hruschewskyj-Preis der Präsidium der NAS der Ukraine für herausragende wissenschaftliche Arbeiten in den Jahren 2012–2014 im Bereich ukrainischer Geschichtswissenschaft und Soziologie ausgezeichnet. Im selben Jahr erhielt er auch den Preis des Kanadischen Instituts für Ukrainische Studien der Universität Alberta für die beste Arbeit im Bereich der Ukrainistik für denselben Zeitraum.
Er war Herausgeber des Sammelbandes „Die Ukraine in der Vergangenheit“ (Lwiw, 1993–1996) und Mitglied der Redaktionskollegien folgender Fachzeitschriften: „Ukrainischer archäographischer Jahresbericht. Neue Serie“ (Kiew, 2008–2020), „Geschichte der Religionen in der Ukraine“ (Lwiw, 2006–2025), „Werke von M. S. Hruschewskyj in 50 Bänden“ (2012–2022), „Wissenschaftliche Notizen: Sammelband für Arbeiten junger Wissenschaftler und Doktoranden / Institut für Ukrainische Archäographie und Quellenkunde namens M. S. Hruschewskyj NAS der Ukraine“ (Kiew, 2010–2014), „Genealogische Notizen“ (Lwiw, 2011–2012), „Sphragistische Jahrbücher“ (Kiew, 2011–2016) und weiterer.
Er ist Autor von über 300 wissenschaftlichen Arbeiten (Monografien, Artikel, Rezensionen, wissenschaftliche Redaktionen, Herausgeberschaften, Lehrbücher) in den Bereichen Quellenkunde, historische Geographie, Urbanistik, Geschichte der Ukraine, Geschichte Lembergs.

## Veröffentlichungen (Auswahl)
- Myron Kapral (Hrsg.): Привілеї міста Львова XIV–XVIII ст. (Privilegien der Stadt Lemberg vom 14. bis 18. Jahrhundert). Б. в., Lwiw 1998, S. 640 (ukrainisch).

- Mychajlo Hruschewskyj; Hrsg.: Myron Kapral, Jaroslav Fedoruk (Hrsg.): Історія України-Руси. Т. 11: Покажчик імен (Geschichte der Ukraine-Rus’. Bd. 11: Namenregister). Наукова думка, Kiew 2000, S. 520 (ukrainisch).

- Myron Kapral (Hrsg.): Привілеї національних громад міста Львова (XIV–XVIII ст.) (Privilegien der nationalen Gemeinden der Stadt Lemberg, 14.–18. Jahrhundert). Б. в., Lwiw 2000, S. 576 (ukrainisch).

- Myron Kapral: Національні громади Львова XVI–XVIII ст. (соціально-правові взаємини) (Nationale Gemeinden Lembergs im 16.–18. Jahrhundert: Sozio-rechtliche Beziehungen). ЛА «Піраміда», Lwiw 2003, S. 440 (ukrainisch).

- Myron Kapral (Hrsg.): Економічні привілеї міста Львова XV–XVIII ст. (Ökonomische Privilegien der Stadt Lemberg im 15.–18. Jahrhundert). ЛА «Піраміда», Lwiw 2007, S. 816 (ukrainisch).

- Myron Kapral: Urzędnicy miasta Lwowa w XIII–XVIII wieku (Stadtbeamte von Lemberg im 13.–18. Jahrhundert). Wydawnictwo Adam Marszałek, Toruń 2008, S. 420 (polnisch).

- Myron Kapral, Natalia Kit, Ihor Skochylias (Hrsg.): Бібліографічний покажчик Львівського відділення ІУАД ім. М. С. Грушевського (1992–2012) (Bibliografischer Index der Lemberger Abteilung des Hruschewskyj-Instituts, 1992–2012). Lwiw 2012, S. 336 (ukrainisch).

- Myron Kapral: Люди корпорації: Львівський шевський цех у XVII–XVIII ст. (Menschen der Zunft: Die Lemberger Schuhmacherzunft im 17.–18. Jahrhundert). Lwiw 2012, S. 552 (ukrainisch).

- Myron Kapral (Hrsg.): Атлас українських історичних міст. Т. 1: Львів (Atlas der ukrainischen historischen Städte. Bd. 1: Lwiw). ДНВП «Картографія», Kiew 2014, S. 95 (ukrainisch).

- Myron Kapral: Богоявленське братство Львова у XVIII ст.: дослідження та матеріали (Bruderschaft der Theophanie in Lemberg im 18. Jahrhundert). ЛА «Піраміда», Lwiw 2016, S. 328 (ukrainisch).

- Myron Kapral (Hrsg.): Атлас українських історичних міст. Т. 3: Жовква (Atlas der ukrainischen historischen Städte. Bd. 3: Schowkwa). Lwiw 2016, S. 52 (ukrainisch).

- Myron Kapral (Hrsg.): Атлас українських історичних міст. Т. 2: Галич (Atlas der ukrainischen historischen Städte. Bd. 2: Halytsch). Lwiw 2018, S. 54 (ukrainisch).

- Myron Kapral, Bohdan Smereka, Andrij Felonyuk (Hrsg.): Міста на маґдебурзькому праві українських земель у XIII–XIX ст. Т. 1: Руське та Белзьке воєводства (Städte mit Magdeburger Recht in den ukrainischen Ländern im 13.–19. Jahrhundert. Bd. 1: Woiwodschaften Ruthenien und Bełz). Lwiw 2019, S. 62 (ukrainisch).

- Myron Kapral: Hrushevsky M. History of Ukraine-Rus’, Volume 5 // Between Poland and Lithuania: Toward the Westernizing of Society, Law, and Religious Life in the Ukrainian Lands in the Fourteenth to Seventeenth Centuries. Edmonton, Toronto 2019, S. 27–46 (englisch).

- Myron Kapral (Hrsg.): Атлас українських історичних міст. Т. 4: Жидачів (Atlas der ukrainischen historischen Städte. Bd. 4: Schydatschiw). Lwiw 2020, S. 44 (ukrainisch).

- Myron Kapral, Bohdana Petryshak: Раєцька книга Львова (1460–1506) (Das Rayezbuch von Lemberg, 1460–1506). Lwiw 2020, S. 848 (ukrainisch).

- Myron Kapral (Hrsg.): Атлас українських історичних міст. Т. 5: Белз (Atlas der ukrainischen historischen Städte. Bd. 5: Belz). Lwiw 2022, S. 56 (ukrainisch).

- Jan Tomasz Józefowicz; Hrsg.: Myron Kapral, Iryna Klymenko: Історія Львівського архієпископства (1614–1700) = Josephowic Joannes Thomas. Leopoliensis Archiepiscopatus Historia (1614–1700). Lwiw 2023, S. 1036 (ukrainisch).